# آدولف یاریش
آدولف یاریش (آلمانی: Adolf Jarisch؛ ‏ ۱۵ فوریهٔ ۱۸۵۰ – ۲۱ مارس ۱۹۰۲) پزشک متخصص پوست و استاد دانشگاه اهل اتریش بود که در درمان بیماری‌های آمیزشی تخصص داشت. واکنش یاریش-هرکس‌هایمر یک پاسخ التهابی که او در جریان درمان سیفلیس متوجهٔ آن کرد، نامش را از وی و کارل هرکس‌هایمر می‌گیرد. وی استاد رشتۀ پوست‌شناسی و سیفلیس‌شناسی دانشگاه اینسبروک و همچنین رئیس دپارتمان پوست‌شناسی دانشگاه گراتس بود.
یاریش پدر یک داروشناس مشهور به نام «آدولف یاریش دوم» بود که در کشف رفلکس بتسولد–یاریش نقش داشت.